# Šilka (město)
Šilka (rusky Шилка, čínsky 石勒喀/Š'-le-kcha) je město v Zabajkalském kraji v Ruské federaci. Při sčítání lidu v roce 2010 měla bezmála čtrnáct tisíc obyvatel.

## Poloha a doprava
Šilka leží v Zabajkalsku severně od Borščovočného hřbetu na řece Šilce, levé zdrojnici Amuru.
Od roku 1897 je zde stanice Transsibiřské magistrály, která leží na 6445. kilometru od Moskvy.

## Dějiny
Šilka vznikla v první polovině osmnáctého století jako kozácké sídlo. Jméno je odvozeno od řeky, na které leží.
Od roku 1951 je Šilka městem.